# Радисав Југовић
Радисав Југовић – Бако (Косић, код Даниловграда, 1915 — Маглај, јул 1943), учесник Народноослободилачке борбе и народни херој Југославије.

## Биографија
Рођен је 1915. године у селу Косић, код Даниловграда. Основну школу и нижу гимназију завршио је у Даниловграду, а трговачку академију у Подгорици. Завршио је школу резервних официра. Када је позван на вежбу 1940, активирао се и остао у војсци као потпоручник. После учешпћа у Априлском рату, вратио се кући.
Учесник Народноослободилачке борбе је од 1941. године. Током Тринаестојулског устанка био је командир вода при ослобођењу Даниловграда, а на Вељем Брду је био командир чете. Од октобра 1941. био је командир чете у Косоволушком батаљону.
У пролеће 1942. био заменик командира, а затим командир Прве чете ударног батаљона „Бајо Секулић“. Приликом формирања Четврте пролетерске црногорске бригаде постављен је за командира Прве чете Трећег батаљона.
После преласка Неретве, учествовао је у борбама против четника. Средином маја 1943. постављен је за начелника штаба Друге далматинске бригаде.
Погинуо је на положајима код Маглаја јула 1943. године.
Указом Президијума Народне скупштине Федеративне Народне Републике Југославије, 20. децембра 1951. године, проглашен је за народног хероја.